# Eisenbahnunfall von Hackettstown
Bei dem Eisenbahnunfall von Hackettstown entgleiste am 16. Juni 1925 ein Zug bei Hackettstown, New Jersey, USA. 45 Menschen starben.

## Ausgangslage
Der Sonderzug der Delaware, Lackawanna and Western Railroad war von Chicago nach Hoboken mit Reisenden unterwegs, die von New York mit dem Schiff weiter nach Deutschland fahren wollten. Es regnete heftig.

## Unfallhergang
Durch den Regen wurden Erdreich und Geröll im Bereich eines Bahnübergangs auf die Gleise gespült. Ein Laufradsatz der Lokomotive entgleiste, im Übrigen blieb der Zug aber zunächst im Gleis. Erst 50 Meter weiter, wo sich eine Weiche befand, die auf ein Nebengleis führte, drückte der entgleiste Radsatz die Lokomotive aus dem Gleis. Lokomotive und vier folgende Wagen entgleisten und stürzten eine Böschung hinunter. Aus der Lokomotive strömte heißes Wasser aus, wodurch viele Menschen verbrüht wurden.